# Frühlingsanlagen

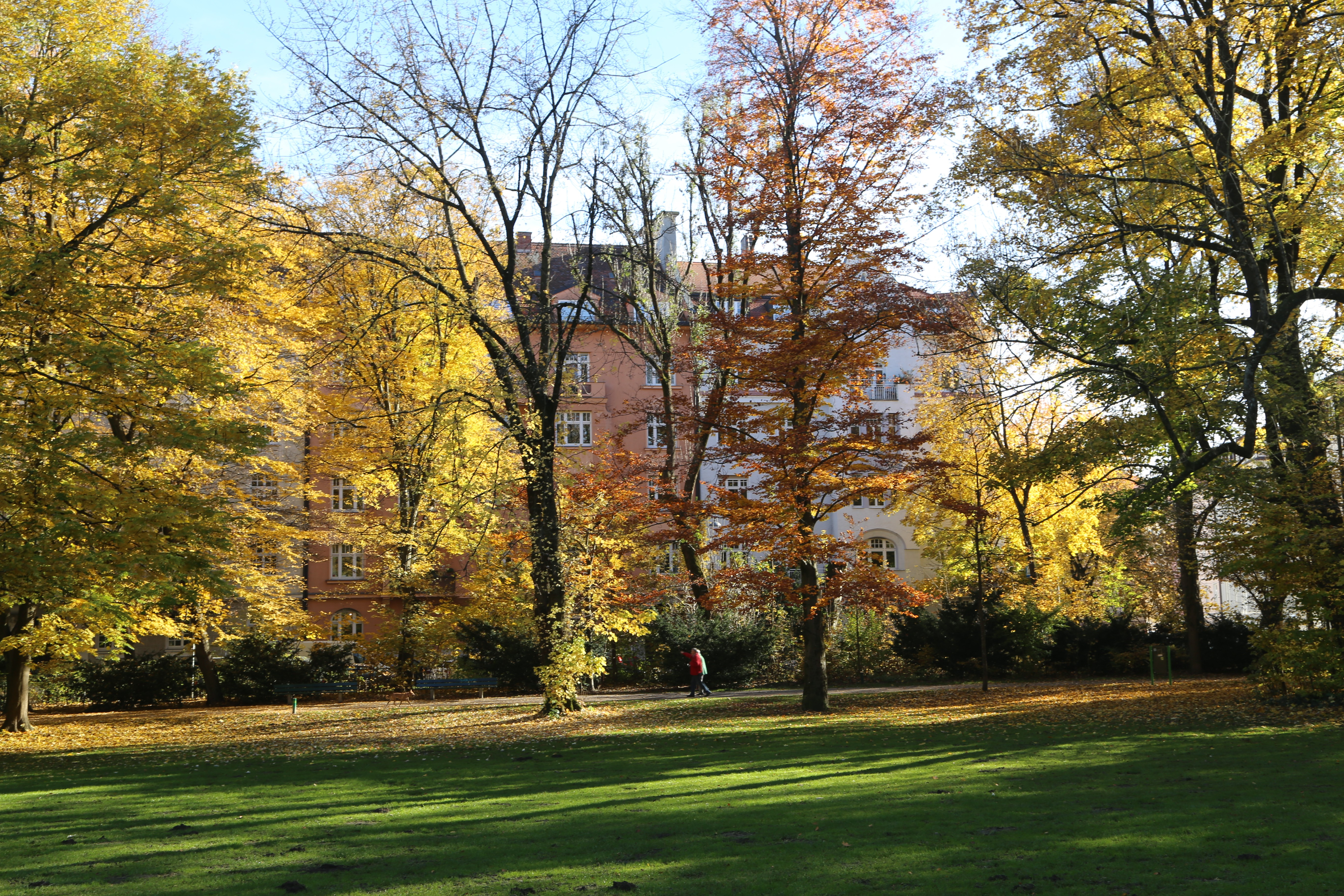
partie nord-est

Les Frühlingsanlagen (littéralement, plantes de printemps) forment un parc situé dans le district de Au, dans la capitale bavaroise, Munich. 
Ils s'étendent sur la rive droite de l'Isar, du pont des Wittelsbach / Humboldtstraße à la dérivation de la Kleine Isar au nord du pont de Reichenbach. Leur superficie est d'environ 16,3 ha, dont une grande bande d'eau de 835 m de long et 5,8 ha, qui appartient à l'Isar renaturé. 
Les installations comprennent le parc de loisirs Eduard-Schmid-Straße. Au sud du pont Reichenbach se trouve le terrain de jeux pour enfants depuis 1972. À la hauteur de la pépinière se trouve dans l’Isar, l’île Weiden. 

## Galerie

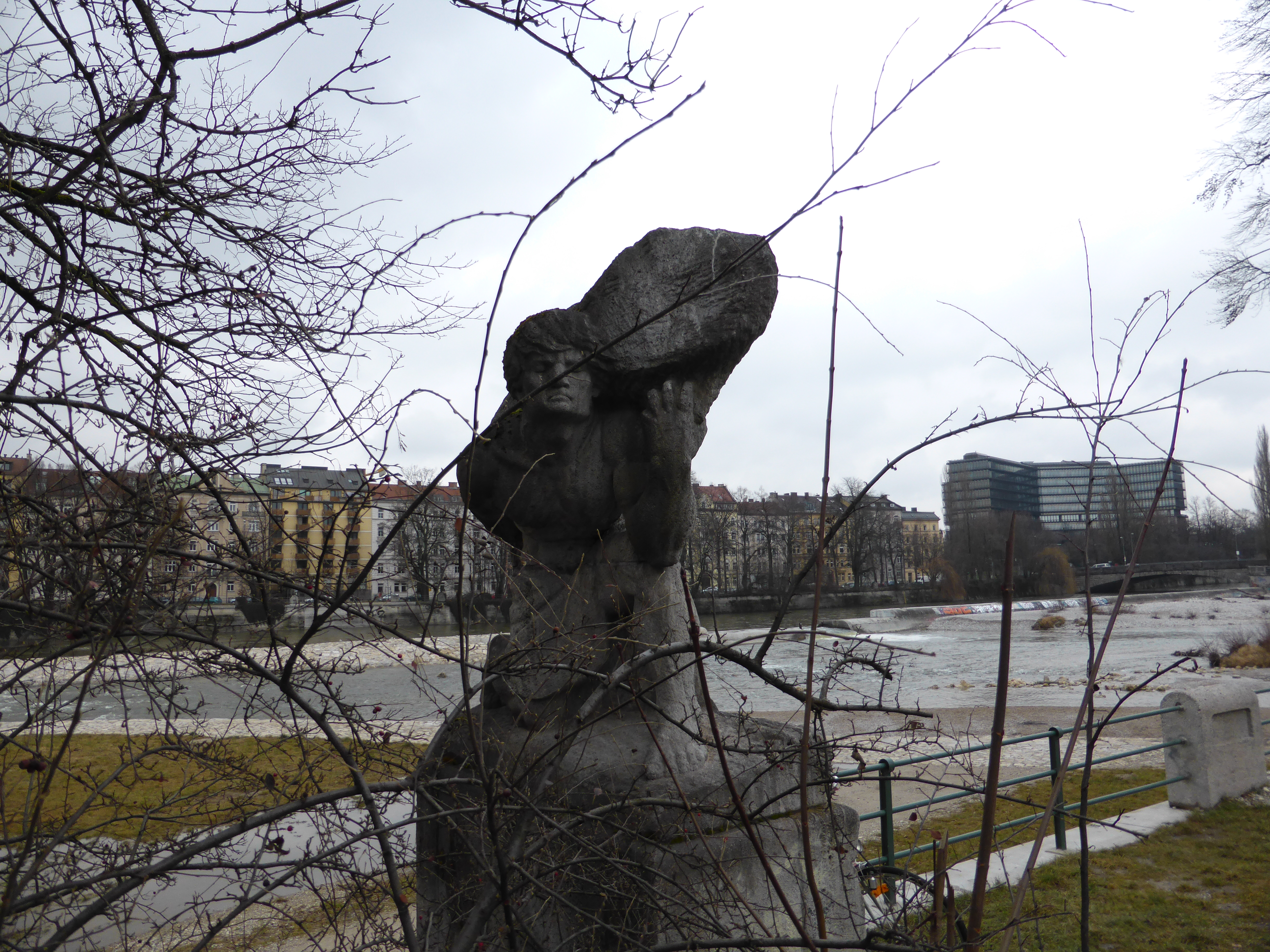
Homme ramasseur de bois, personnage en calcaire de Rupert von Miller
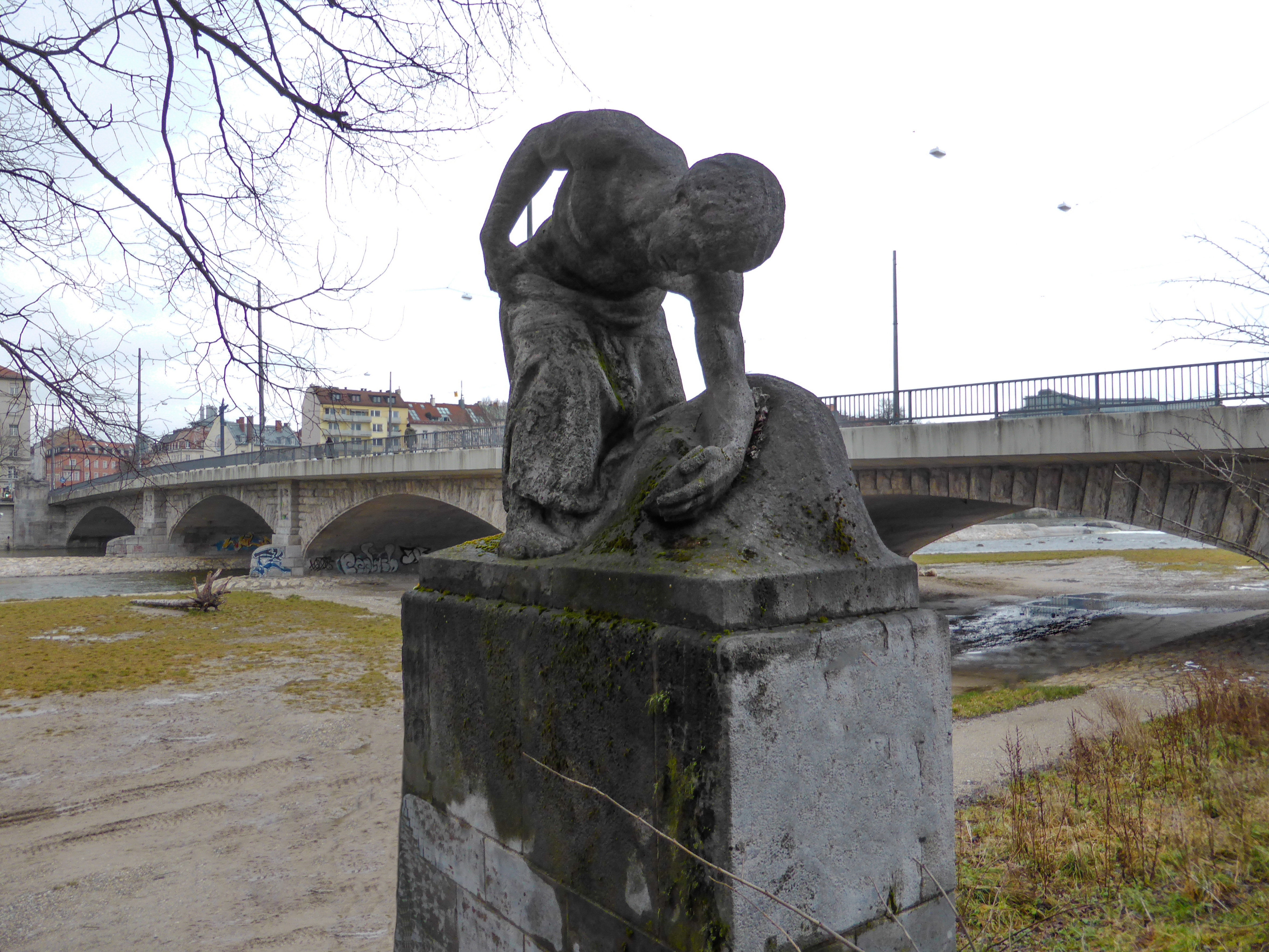
Dessinateur d'eau, personnage en calcaire de Karl May
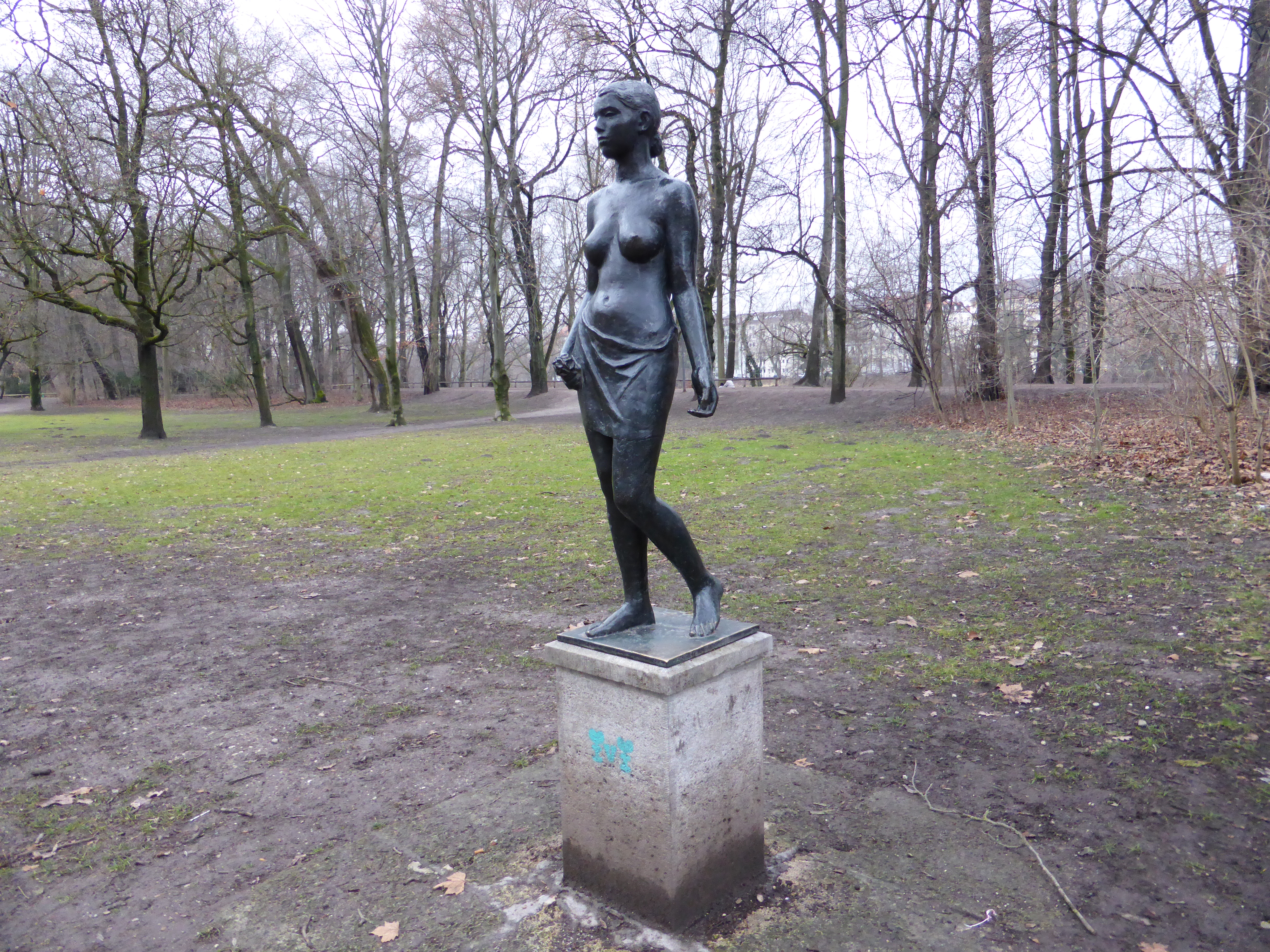
Statue en bronze d'une fille (Hans Stangl)
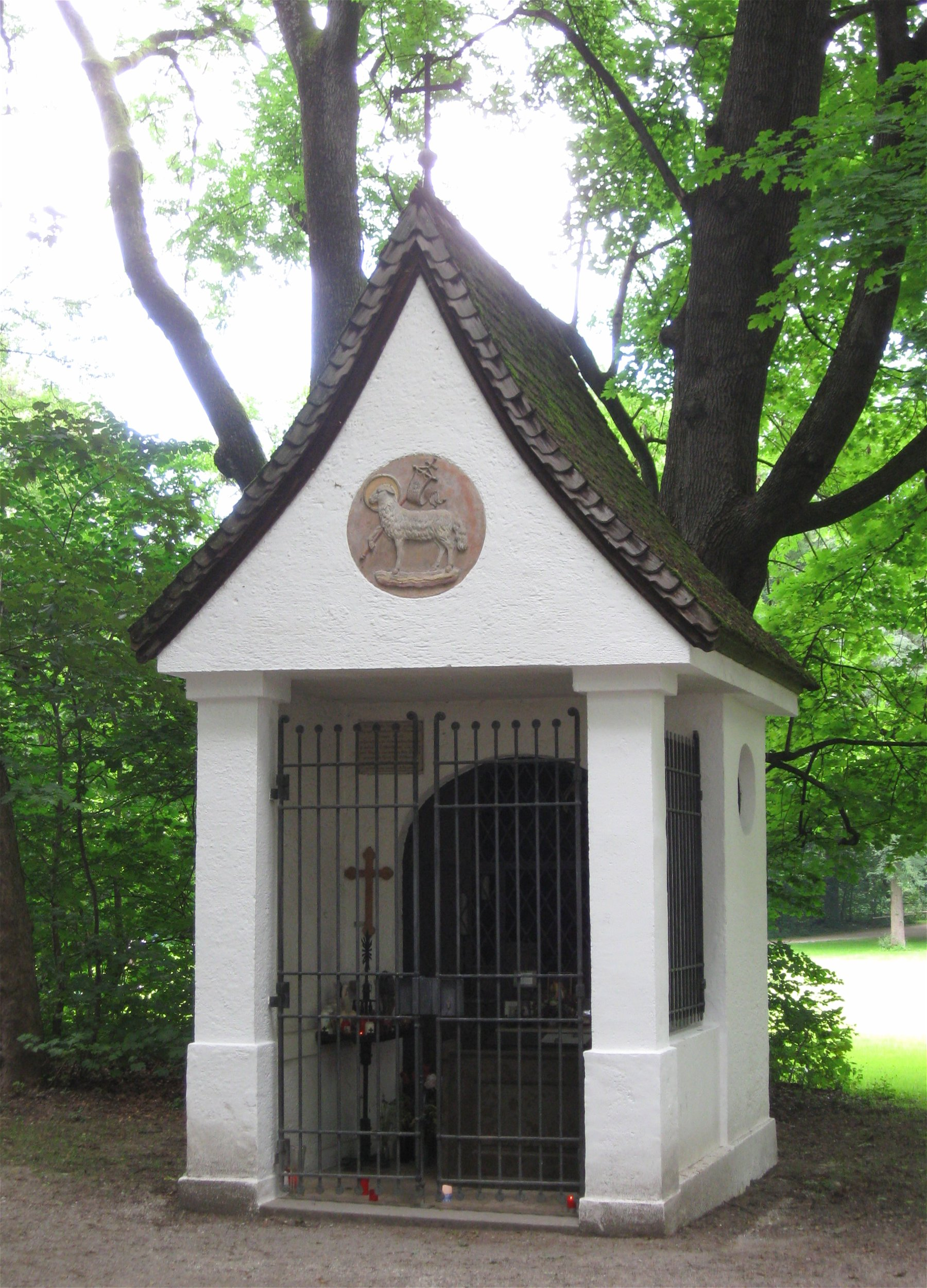
Chapelle du Mont des Oliviers
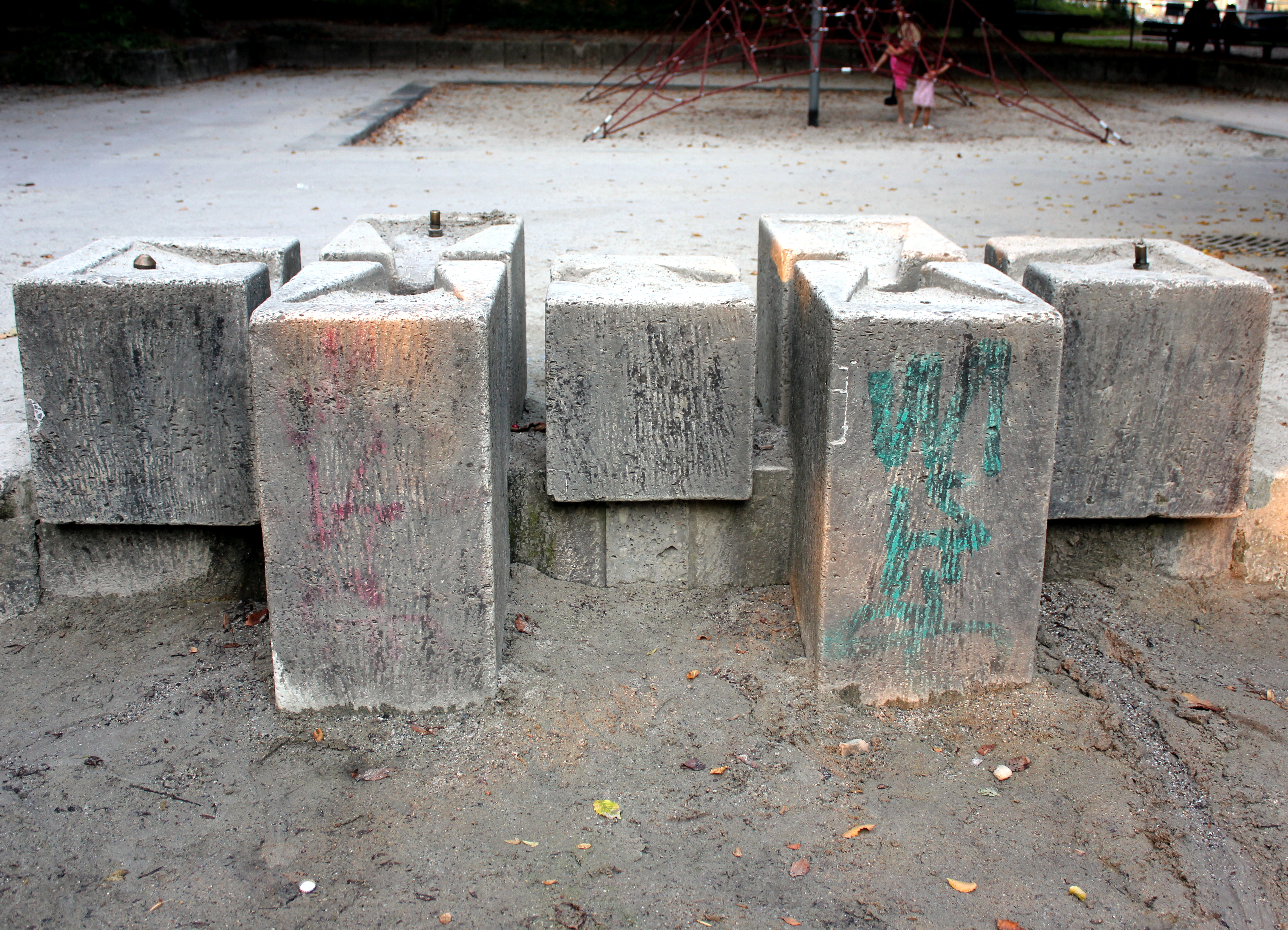
Fontaine Eduard-Schmidt-Straße